# コーネルボックス

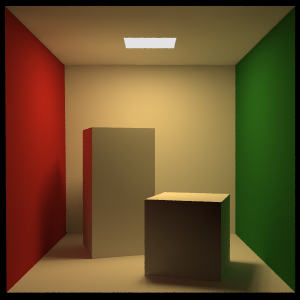
POV-Rayでレンダリングされた標準的なコーネルボックスの例

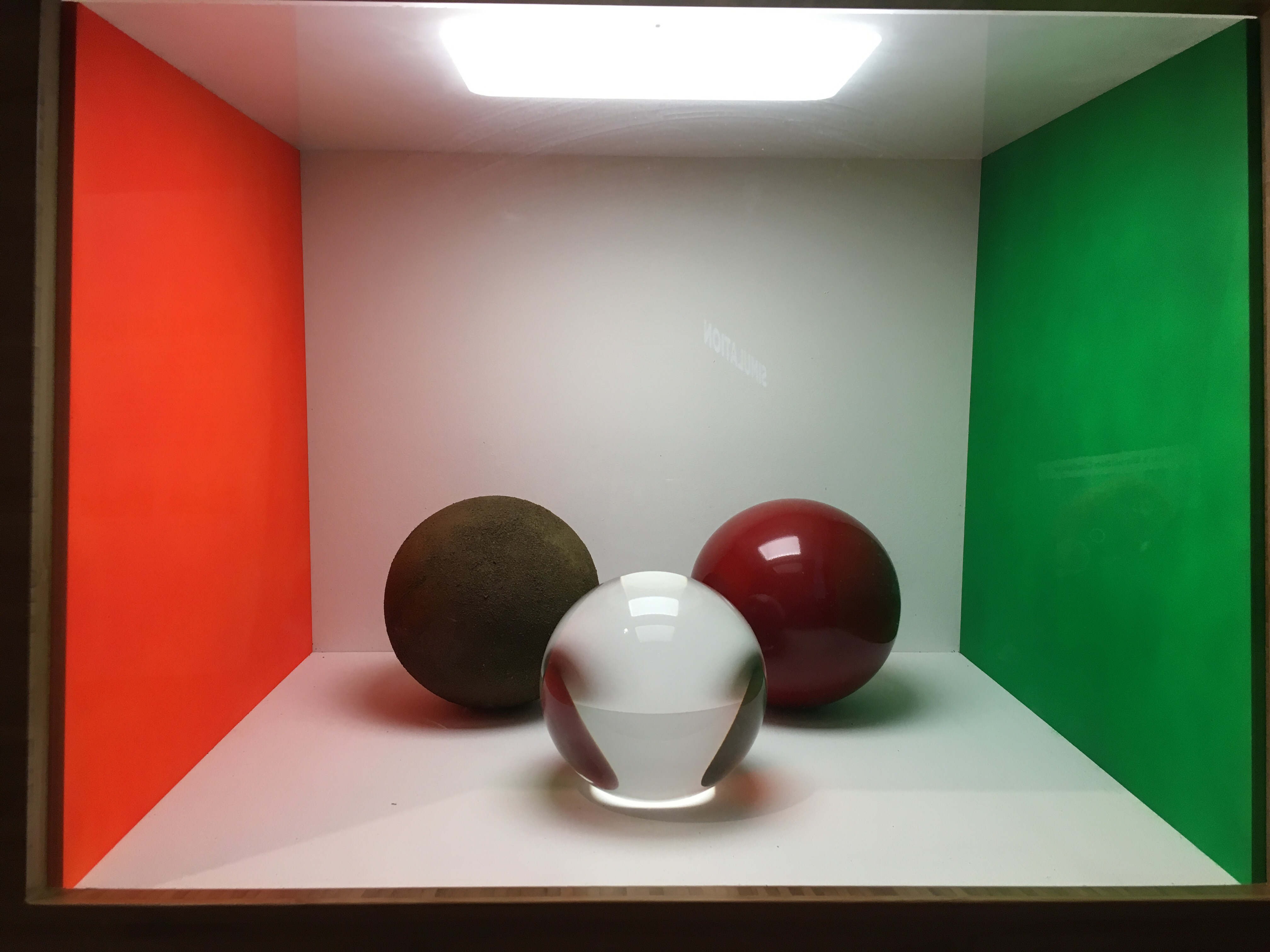
3つの球体それぞれに設定されたマテリアルがどのように光を反射するかを可視化したコーネルボックス

コーネルボックス (英: Cornell box) とは、3DCGのレンダリングの品質を測るためのよく知られたテスト環境である。コーネル大学のCindy M. Goral、Kenneth E. Torrance、Donald P. Greenberg、Benett Battaileによって1984年のSIGGRAPHで発表された論文 Modeling the Interaction of Light Between Diffuse Surfaces（拡散反射するサーフェイス間の光の相互作用のモデル化手法） の中で考案された  。
まず、実際に作られた模型をCCDカメラによって撮影する。その際、照明の放出スペクトルや、それぞれの素材表面の反射特性、そしてすべての物体の位置や大きさを計測しておく。その情報を元に3DCGシーンを再現し、レンダラーによって描画されたイメージと実際の写真とを比較する。
標準的なコーネルボックスは以下のオブジェクトから成る：
- 照明がはめ込まれた白い天井
- 右側に緑色の壁
- 左側に赤い壁
- 白い後壁と床

多くの場合、部屋の中央には何らかの物体が配置される。2つの白い箱や、フォトンマッピングのテスト用として、ガラスと鏡のような表面からなる2つの球体が置かれたバージョンが良く知られる。
この部屋は、光が何度も拡散反射する様子を可視化できるよう設定されている。例えば、正確なシミュレーション下では、光の一部は両側の色のついた壁を反射し、白い壁の一部を赤や緑色に染めるはずである。
コーネルボックスは、スタンフォードバニーやユタ・ティーポットと同じように、レンダラーをデモンストレーションするためのテスト環境としてよく知られるようになった。また、実際の模型の写真と比較することなく、コーネルボックス単体でレンダラーの品質を測るために用いられることもある。